# Dendur

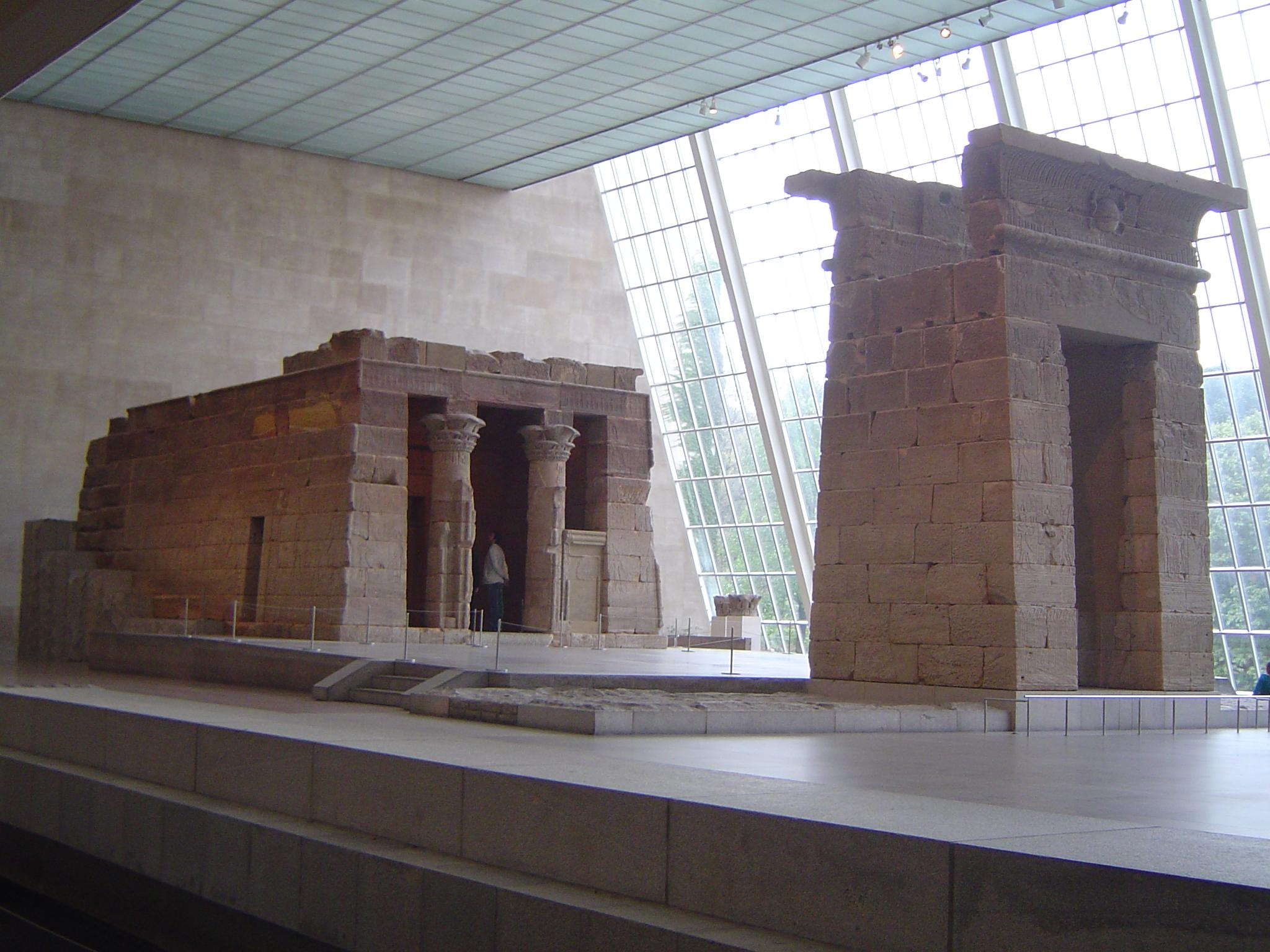
El temple de Dendur al Metropolitan Museum of Art de Nova York

Dendur (àrab: دندور, Dandūr) o Tutzis fou una ciutat d'Egipte al sud d'Assuan, de Files i de Debod i propera a Kalabsha (que està a pocs quilòmetres al nord).
S'hi va construir un temple per ordre de Cèsar August vers el 20 aC. Aquest temple fou salvat de ser cobert per l'aigua del llac Nasser i fou traslladat als Estats Units com a regal del govern egipci, que va regalar alguns temples als països que van participar en el rescat dels monuments de Núbia.
El temple fou dedicat a Isis, Osiris i Horus. L'emperador apareix vestit de faraó fent ofrenes als déus Pihor i Pateese (Padise), fills de Kuper, que havien ajudat els romans, i foren deïficats. També apareix una pintura del déu nubià Arensnufis i una del déu romà Mandulis.
El temple és ara al Museu metropolità de Nova York. El relleus no han estat ben conservats.